# 行星實驗室
行星實驗室（英語：Planet Labs）是總部位於美國加州舊金山的私人地球成像公司。他們的目標是每天拍攝整個地球的圖像，以監測變化並查明趨勢。

## 歷史
2021年7月7日，領先的地球日常數據和洞察供應商Planet Labs Inc. 與公開交易的特殊目的收購公司dMY Technology Group, Inc. IV（紐約證券交易所代碼：DMYQ）當天宣布他們已達成最終合併協議，根據該協議，Planet 將成為一家上市公司。交易完成後，合併後的公司將保留 Planet 名稱，並以股票代碼“PL”在紐約證券交易所上市。該交易對合併後 Planet 的估值約為 28 億美元。